# Xynobius eburnicornis
Xynobius eburnicornis är en stekelart som först beskrevs av Fischer 1968.  Xynobius eburnicornis ingår i släktet Xynobius och familjen bracksteklar. Inga underarter finns listade i Catalogue of Life.